# 7-Zip
7-Zip е файлов архиватор, проектиран първоначално за Microsoft Windows, който се разпространява като свободен софтуер с отворен код. 7-Zip използва файловия формат 7z, но има възможност да чете и пише файлови формати на други архивиращи програми. Софтуерното приложение предлага версия както с графичен, така и с текстов интерфейс. При втория случай програмата се изпълнява с командата p7zip. 7-Zip се появява през 1999 г. и оттогава се развива активно от руския програмист Игор Павлов.
За разлика от платените конкурентни програми като WinZip и WinRaR, които са несвободни, 7-Zip се разпространява свободно под смесен лиценз GNU Lesser General Public License (+ unRAR ограничения).